# Andrena aliciarum
Andrena aliciarum är en biart som beskrevs av Cockerell 1897. Andrena aliciarum ingår i släktet sandbin, och familjen grävbin. Inga underarter finns listade i Catalogue of Life.